# 阎建国 (律师)
阎建国（1960年7月—），河北丰润人，汉族，中华人民共和国官员、九三学社社员、第十二届全国人民代表大会贵州地区代表、第十三届全国人民代表大会北京市代表。
毕业于中国政法大学法学专业。加入九三学社。担任北京市信利律师事务所执业律师。2013年，担任全国人大代表。2018年1月当选第十三届全国人民代表大会北京市代表。